# Адам Домінік Бартошевич

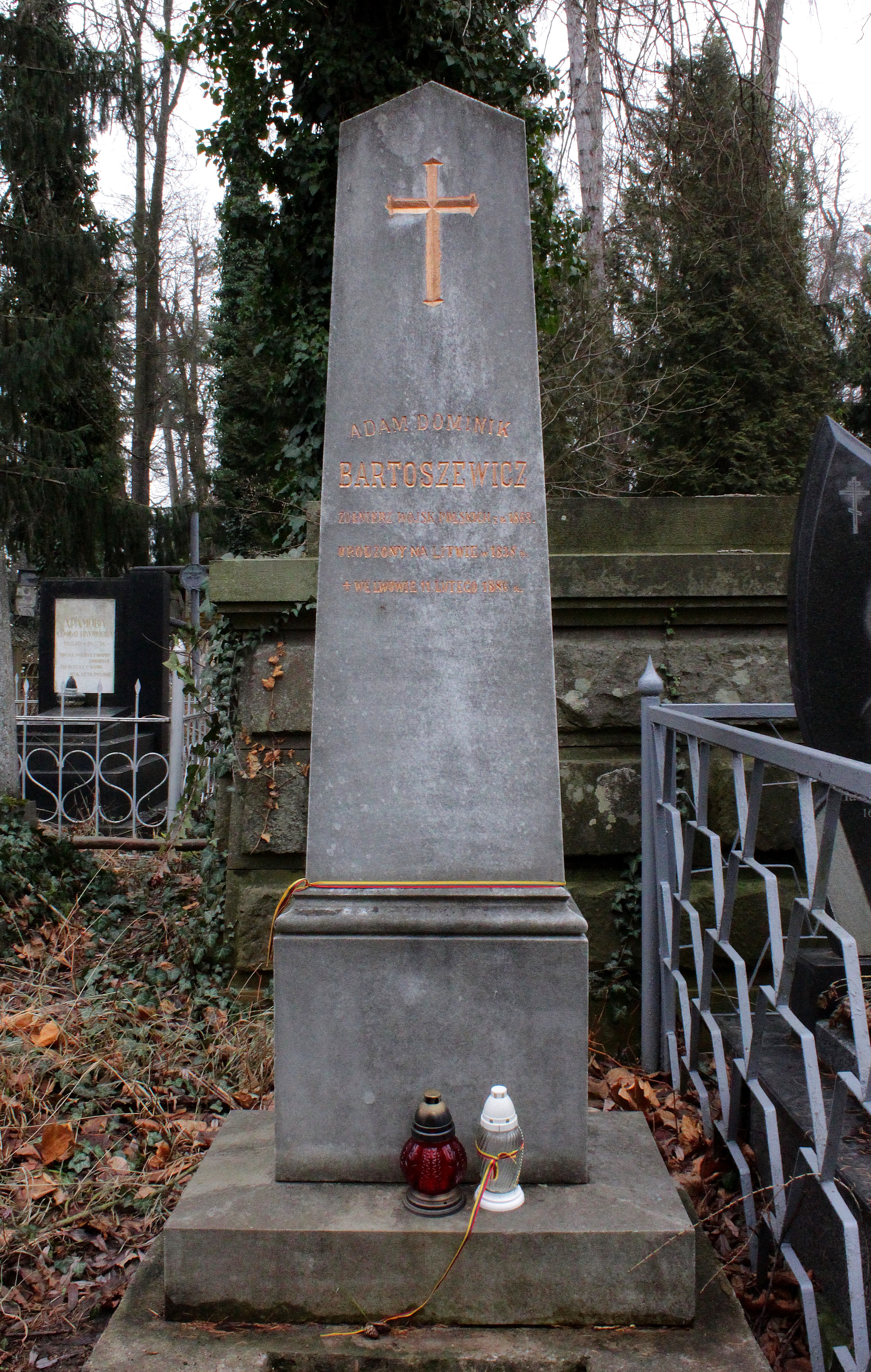

А́да́м Доміні́к Бартоше́вич (пол. Adam Dominik Bartoszewicz, лит. Adomas Dominykas Bartuševičius; 1838, маєток Панемуньо, селище Немаюнай, Троцький (Тракайський) повіт, Віленська (Вільнюська) губернія, Російська імперія — 11 лютого 1886, Львів, Австро-Угорщина) — польськомовний видавець, книгар і редактор литовського походження, засновник «Польської книгарні» (пол. Księgarnia Polska) у Львові. Один з організаторів Січневого повстання у Литві, командир взводу.

## Життєпис
Народився у шляхетній литовській родині одного з фундаторів бальнеологічної станції курорту Бірштонас ― Адама Бартошевича (1790―1881) та Домініки Йодковської-Бартошевич (1806―1842). Мав також брата Вацлава (1836―1914) й сестру Валерію (1840―1909). Попри слабке здоров'я, відвідував парафіяльну школу, по тому школу у містечку Пуня, а згодом завершив шкільну освіту в одній з віленських гімназій. Оскільки після Листопадового повстання царський уряд заборонив університети у Вільні та Варшаві, у 1857 році Бартошевич вирушив вивчати право до Московського університету.
У Москві долучився до товариства «Спільність» (чи «Оґул», пол. Stowarzyszenie studentów «Ogół»), яке єднало польськомовних студентів з теренів колишньої Речі Посполитої. Студентське товариство живилося соціалістичними ідеями та літературою романтизму, зокрема, творчістю Адама Міцкевича й Тараса Шевченка. З останнім приятелював учасник петербурзької «Спільності» Зигмунт Сераковський.
Визначальними подіями для діяльності товариства стали протести проти умов навчання та виступи, до яких спричинилися вбивства царською армією учасників варшавських патріотичних демонстрацій у лютому 1861 року, відтак за нез'ясованих обставин Бартошевичу довелося полишити навчання у Московському університеті й навесні того ж року повернутися на батьківщину.
Перебуваючи у маєтку Панемуньо, вчителював серед селянських дітей та намагався створити початкову школу. Життя у Москві та участь у «Спільності» ствердили його просвітницькі переконання, що позначатиметься на його подальшому видавничому досвіді.
У 1862 році вступає до Краківського університету, аби, згідно із припущеннями дослідників, розширити діяльність «Спільності» та завершити припинені у Москві правничі студії, однак розпочинається Січневе повстання. Разом із братом Вацлавом бере діяльну участь у боротьбі на теренах Троцького повіту, зокрема, у битві поблизу селища Палімшяй (лит. Palimšiai, пол. Palimsza) 7 травня 1863 року. Їхній батько Адам влаштовує у своєму маєтку революційні збори й розповсюджує заборонену літературу.
Внаслідок цієї діяльності Бартошевич-старший згодом був змушений відбувати покарання, а обох братів оголошують у розшук у Російській імперії, хоча зрештою їм вдається втекти з країни аж до оголошення амністії. Свої спогади про Палімшяйську або Палімську битву (лит. Mūšis prie Palimšių, пол. Bitwa Palimska) Бартошевич незабаром публікує під псевдонімом Задора ― таку саму назву має шляхетський герб, до якого належать деякі родини на прізвище Бартошевич.
Після вимушеної еміграції опиняється у Парижі, де від 1864 року намагається пристосуватись до нової дійсності: учителює у польськомовній громаді, працює ліхтарником, а пізніше влаштовується до друкарні, де набуває знань з видавничої справи та знайомиться з масовим європейським книговиданням.
Бере участь в організаціях польськомовних емігрантів, долучається до редагування й видання емігрантської преси: часопису «Незалежність» (пол. Niepodległość) та щомісячника «Майбуття» (пол. Przyszłość). Останній ― разом з Антоні Ґедройцем.
З 1865 року стає паризьким кореспондентом польськомовних львівських видань. Уся ця діяльність визначає його подальше зацікавлення красним письменством і книговиданням.
У 1868 році одружується із донькою польських емігрантів 1830-х років Клотільдою Лі Марією й подружжя переїжджає до Львова. Попри те, що іноземним підданим було невільно провадити видавничу діяльність в Австро-Угорщині, Бартошевич обирає саме Львів, де він не завжди має змогу офіційно позначати свою участь, однак процес становлення Галицької автономії дає йому більше можливостей, аніж суворі цензурні обмеження у підросійській Варшаві.
Його брат Вацлав, завершивши медичні студії та ставши лікарем, залишається у Парижі, а згодом, вже по оголошенні амністії, 1882 року повертається до Литви.

### Діяльність у Львові
У Львові метою Бартошевича стає літературне періодичне видання. Відтак у січні 1869 року він започатковує ілюстрований літературний часопис «Мурашка» (пол. Mrówka). Звертаючись до багатьох відомих письменників і науковців, Бартошевич намагається здобути для публікації їхні твори, утім, попри всі зусилля, видання ледь виживає, брак підписників спричиняється до того, що у 1871 році часопис припиняє існування, проте по ньому лишається недорога популярна книжкова серія Бібліотека «Мурашки».
Саме успішність Бібліотеки «Мурашки» допомагає Бартошевичу створити 1872 року підприємство «Польська книгарня» (пол. Księgarnia Polska) при вулиці Коперника, 12 (з 4 листопада 1877 ― на площі Галицькій, 14), яке складається з видавництва, випозичальні та книгарні. У видавництві надалі виходять друком Бібліотека «Мурашки», Бібліотека дитячих аматорських театрів, Бібліотека вибраних романів та серія Історична бібліотека.

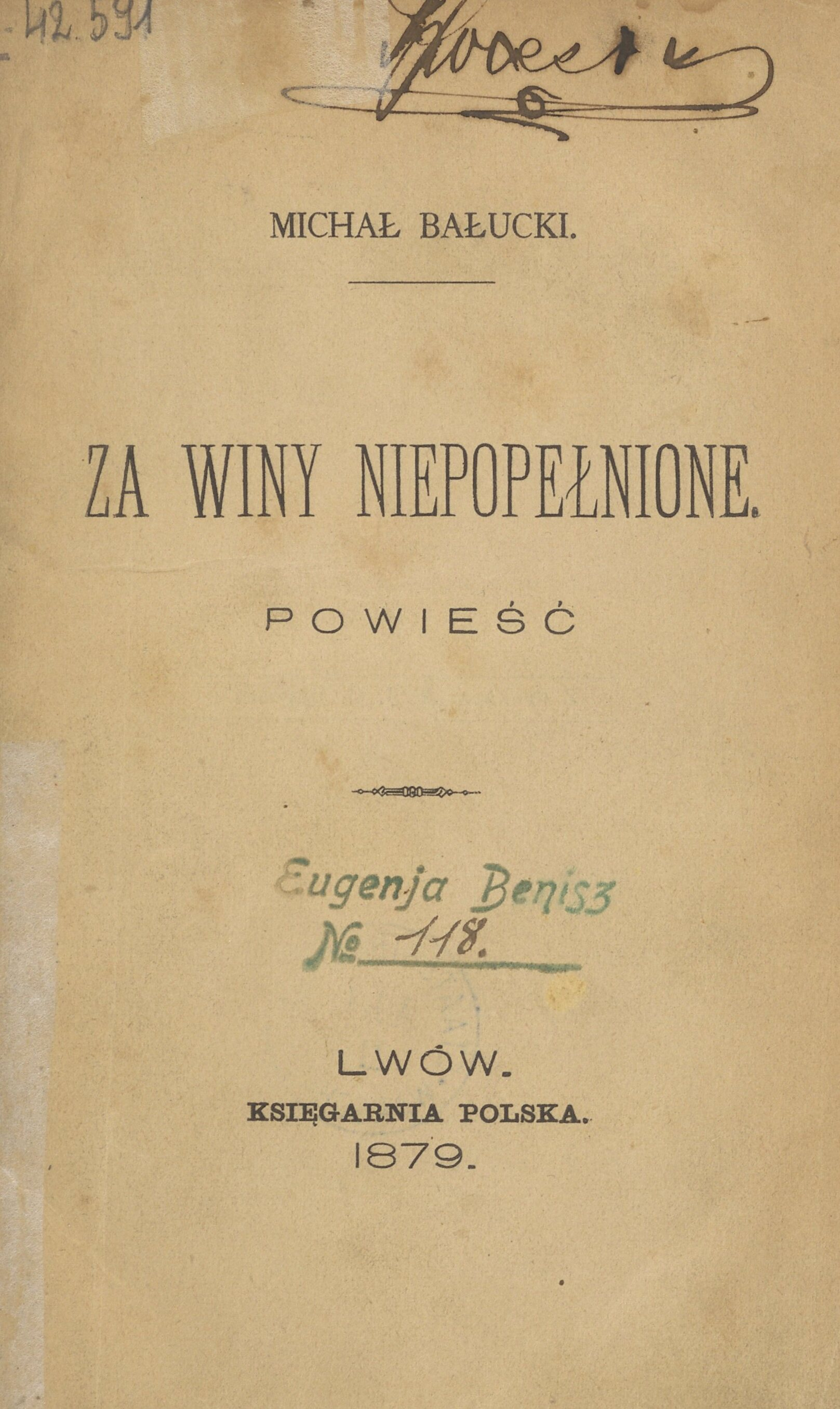
Чільна сторінка роману Міхала Балуцького «За невчинені злочини», виданого «Польською книгарнею»

Також «Польська книгарня» видавала дитячий часопис Товариство старанних дітей (пол. Towarzystwo pilnych dzieci) і часопис Літературний, мистецький, науковий і громадський Тиждень (пол. Tydzień literacki, artystyczny, naukowy i społeczny), в редагуванні яких брав участь сам Бартошевич.
Серед понад двохсот томів, які у той період вийшли друком у «Польській книгарні», були «Дивні кар'єри» Яна Ляма, «Марія, українська повість» Антонія Мальчевського, «Балладина» Юліуша Словацького, «Король Лір» Вільяма Шекспіра у перекладі Адама Плуга, «Тартюф» Мольєра, «Фауст» Йоганна Вольфганга фон Гете, «Підступність і кохання» Фрідріха Шиллера, «Ревізор» Миколи Гоголя, «Сторінка любові» Еміля Золя, «Мцирі» Михайла Лермонтова та «Кобзар» Тараса Шевченка ― обидва останніх у перекладі польськомовного литовського поета Владислава Сирокомлі. Попри те, що красне письменство переважало серед видань «Польської книгарні», Бартошевич також видав «Житія святих» Петра Скарґи, тритомник праць Чарльза Дарвіна та двадцять два томи «Всесвітньої історії» Фрідріха Шлоссера.
У каталозі 1877 року випозичальня книжок «Польської книгарні» налічувала 10 000 виключно польськомовних видань, зокрема, 114 книг найпліднішого польського письменника Юзефа Ігнація Крашевського, з яким Бартошевич підтримував зв'язок та видавав деякі його твори.
1882 року «Польська книгарня» публікує двотомну «Історію народного руху від 1861 до 1864 року» історика-емігранта Болеслава Лімановського, який до 1859 року також навчався у Москві й мав стосунок до студентського товариства «Спільність».
Помер у Львові, похований на 9 полі Личаківського цвинтаря. У некролозі варшавського часопису «Колосся» (пол. Kłosy) через цензуру не згадується ані про участь Бартошевича у Січневому повстанні, ані ім'я Лімановського, автора «Історії народного руху». Дружина Бартошевича, Клотільда Лі Марія, певний час провадила справи «Польської книгарні», а по тому, з 1889 року, підприємство очолив Бернард Полонецький. Уже за його керівництва там видавався польською мовою Іван Франко.

### Стосунки із книгарським середовищем
В особистих листах Бартошевич неодноразово повідомляв про упереджене ставлення з боку львівської книгарської спільноти, а 1877 року спалахнув скандал, коли книгар і видавець Владислав Ґубринович (1836―1914) опублікував відкритого листа. Там він висунув звинувачення до своїх колег, які відмовилися підписувати створену ним петицію з проханням звільнити від сплати мита польськомовні видання з Варшави. Між іншим, Ґубринович стверджував, що «Польська книгарня» купувала варшавські видання не безпосередньо, а через Пруссію.
У 1880 році Владислав Ґубринович видруковує 60-сторінковий рукопис «Захист літературної власності книгарні „Ґубринович і Шмідт“ від „Польської книгарні“ у Львові», який складається зі вступу, газетних публікацій та матеріалів судової справи. Відповідаючи на ці звинувачення у недоброчесній конкуренції, Бартошевич того ж року поширює полемічну брошуру «Пан Ґубринович — захисник літературної власності: справа „Польського співаника“».